# Ејдоај
Ејдоај (фр. Aydoilles) је насељено место у Француској у региону Лорена, у департману Вогези.
По подацима из 2011. године у општини је живело 1068 становника, а густина насељености је износила 106,8 становника/km².

## Демографија
| 1962. | 1968. | 1975. | 1982. | 1990. | 2011. |
| ----- | ----- | ----- | ----- | ----- | ----- |
| 432   | 492   | 542   | 781   | 1.004 | 1.068 |